# Заозьорск
Заозьорск (на руски: Заозёрск) е затворен град в Русия, разположен в градски окръг Заозьорск, Мурманска област. Населението на града през 2016 година е 9872 души.

## История
Селището е основано през 1958 г. за да служи като база на първия атомен подводен флот в СССР, образуван през 1961 г. През 1981 г. получава статут на град. През годините селището си сменя името няколко пъти: Заозьорни, Западная Лица, Североморск-7 и Мурманск-150. Сегашното си име селището получава през 1994 г.

## Население
| 1996   | 2000   | 2003   | 2005   | 2007   | 2008   | 2009   |
| ------ | ------ | ------ | ------ | ------ | ------ | ------ |
| 19 300 | 14 300 | 12 700 | 13 100 | 13 200 | 13 400 | 13 429 |
| 2010   | 2011   | 2012   | 2013   | 2014   | 2015   | 2016   |
| 11 199 | 11 217 | 10 767 | 10 375 | 9860   | 9864   | 9872   |

### Етнически състав
Според данни от преброяването през 2010 г. градът е населен от:
| руснаци (81.5%) украинци (11.3%) беларуси (1.9%) татари (1.2%) други (4.1%) |

## Галерия
- Заливът Западная Лица.
- Жилищни блокове в града.
- Паметник в Заозьорск.